# Place de l'Abbé-Basset
La place de l’Abbé-Basset est une voie du 5e arrondissement de Paris située dans le quartier de la Sorbonne. 

## Origine du nom
Elle tient son nom d’un ancien vicaire de l'église Saint-Étienne-du-Mont, l’abbé Basset.

## Historique
L'espace définissant la place est situé entre la place Sainte-Geneviève, la rue de la Montagne-Sainte-Geneviève et la rue Saint-Étienne-du-Mont. La place, bien que triangulaire, est du type « ouvert », c'est-à-dire qu'il s'agit plus d'un morceau de rue que d’une place réelle (au contraire de la place des Vosges, entièrement fermée) ; de plus, c’est un carrefour de rues calmes (dont la rue Saint-Étienne-du-Mont, semi-piétonnière). La place n'avait pas de nom avant son inauguration en 1981 ; sa nature de « place » ne vient que de l’avancée de la façade nord de l’église Saint-Étienne-du-Mont, qui provoque un resserrement du passage à cet endroit.

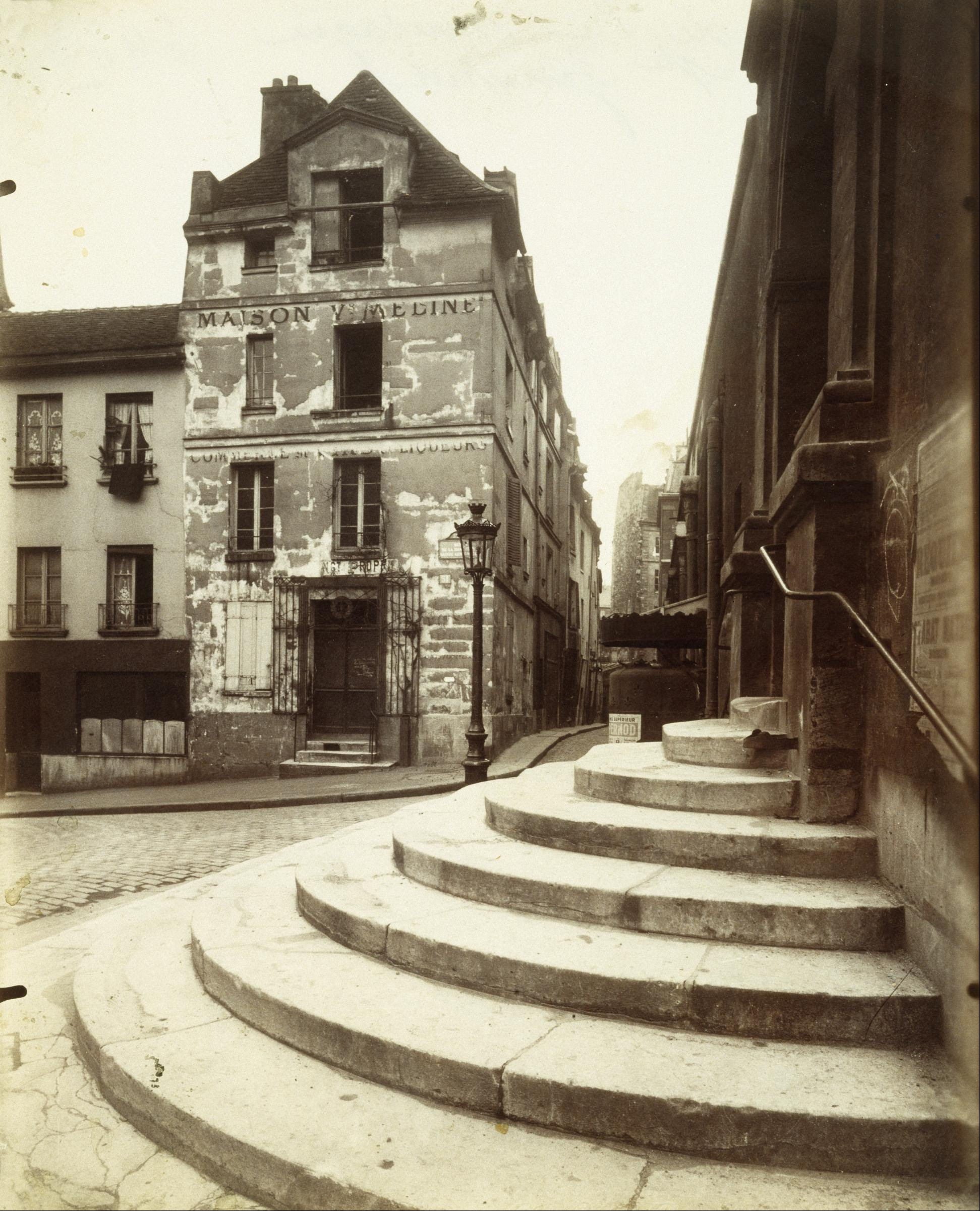
La place en 1923 (photographie d'Eugène Atget).
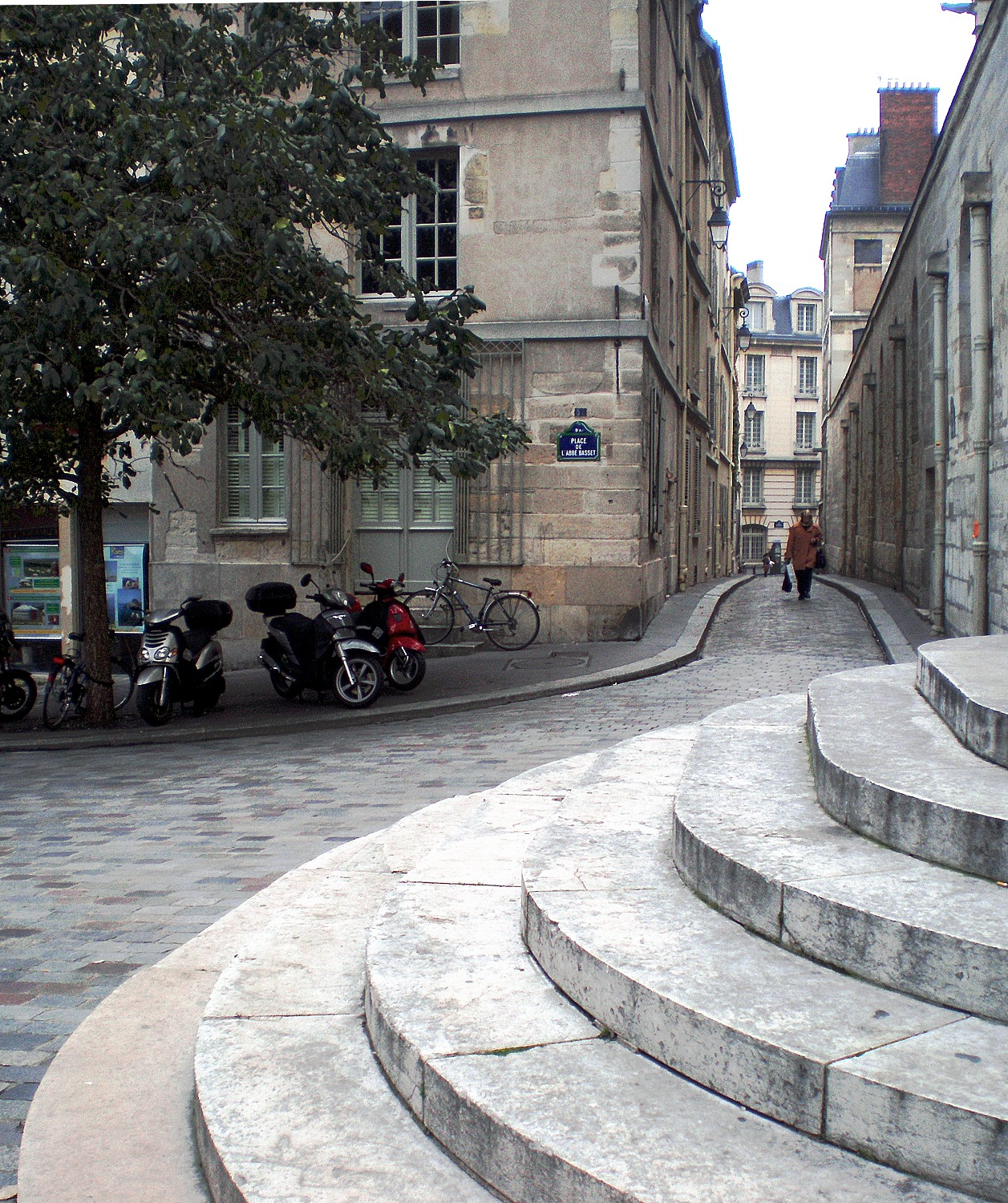
Place de l'Abbé-Basset avec la rue Saint-Étienne-du-Mont, en 2009.

## Bâtiments remarquables et lieux de mémoire
Touristique du fait des monuments qui l'entourent, la place se situe immédiatement à la sortie du parvis de l’église Saint-Étienne-du-Mont dont la façade est réputée très originale. Le portail nord, qui date de 1630 (date tardive par rapport au reste de l'édifice), donne directement sur la place. Le Panthéon est visible depuis la place.
Cette place fut le lieu de tournage de nombreuses scènes de films, parmi lesquels peuvent être cités Le Corniaud de Gérard Oury, en 1965, et plus récemment Minuit à Paris de Woody Allen, en 2011, où la place est le lieu d'attente des douze coups de minuit et de passage du personnage principal du monde réel des années 2010 au monde fantastique et rêvé des années 1920.